# Alboácem Maomé ibne Alcaxabe
Alboácem Maomé ibne Alcaxabe (Abu'l Hasan Muhammad ibn al-Kaxxab) foi cádi xiita de Alepo durante o tempo do emir de Damasco Tutuxe I (r. 1078–1094). Abul é conhecido por ter construído o minarete da Grande Mesquita de Alepo em 1090 ou um pouco antes disso. Algumas décadas depois, foi responsável por incitar a população contra os invasores da Primeira Cruzada e transformar quatro igrejas locais em mesquitas.